# 池州
池州（ちしゅう）は、中国にかつて存在した州。唐代から元初にかけて、現在の安徽省池州市一帯に設置された。

## 概要
765年（永泰元年）、唐により宣州秋浦県に池州が置かれた。池州は江南西道に属し、秋浦・青陽・石埭・至徳の4県を管轄した。
宋のとき、池州は江南東路に属し、貴池・青陽・石埭・建徳・東流の5県と永豊監を管轄した。
1277年（至元14年）、元により池州は池州路と改められた。池州路は江浙等処行中書省に属し、録事司と貴池・青陽・銅陵・石埭・建徳・東流の6県を管轄した。1361年、朱元璋により池州路が池州府と改められた。
明のとき、池州府は南直隷に属し、貴池・青陽・銅陵・石埭・建徳・東流の6県を管轄した。
清のとき、池州府は安徽省に属し、貴池・青陽・銅陵・石埭・建徳・東流の6県を管轄した。
1913年、中華民国により池州府は廃止された。